# Övre Klingen
Övre Klingen är en sjö i Falu kommun och Säters kommun i Dalarna och ingår i Dalälvens huvudavrinningsområde. Sjön har en area på 1,56 kvadratkilometer och ligger 137,1 meter över havet. Sjön avvattnas av vattendraget Nyängsån. I nära anslutning finns sjön Nedre Klingen.

## Delavrinningsområde
Övre Klingen ingår i det delavrinningsområde (670901-150044) som SMHI kallar för Utloppet av Övre Klingen. Medelhöjden är 176 meter över havet och ytan är 14,23 kvadratkilometer. Räknas de 5 avrinningsområdena uppströms in blir den ackumulerade arean 48,22 kvadratkilometer. Nyängsån som avvattnar avrinningsområdet har biflödesordning 2, vilket innebär att vattnet flödar genom totalt 2 vattendrag innan det når havet efter 183 kilometer. Avrinningsområdet består mestadels av skog (67 procent). Avrinningsområdet har 1,55 kvadratkilometer vattenytor vilket ger det en sjöprocent på 10,9 procent.